# Liste der Orte im Landkreis Cochem-Zell

Wappen des Landkreises Cochem-Zell

Die Liste der Orte im Landkreis Cochem-Zell enthält die Städte, Verbandsgemeinden, Ortsgemeinden und Gemeindeteile (Ortsbezirke, Wohnplätze und sonstige Gemeindeteile) im rheinland-pfälzischen Landkreis Cochem-Zell.
Es handelt sich dabei um das amtliche Verzeichnis der Gemeinden und Gemeindeteile und setzt sich zusammen aus dem vom Statistischen Landesamt Rheinland-Pfalz geführten amtlichen Namensverzeichnis der Gemeinden und dem vom Landesamt für Vermessung und Geobasisinformation Rheinland-Pfalz geführten amtlichen Verzeichnis der Gemeindeteile.

## Verbandsgemeinde Cochem
Gemeinden und Gemeindeteile in der Verbandsgemeinde Cochem:
- Beilstein
- Bremm
- Briedern
- Bruttig-Fankel
  - Bruttig
  - Birkenhof
  - Fankel
- Cochem, Stadt
  - Cochem-Brauheck
  - Cond
  - Forsterhof
  - Ströherhof
  - Kremerhof
  - Lescherhof
  - Schafstallerhof
  - Scharburgerhof
  - Schuwerackerhof
  - Sehl
- Dohr
  - Hubertushof
- Ediger-Eller
  - Ediger
  - Moselhöhe Ediger-Eller
  - Eller
- Ellenz-Poltersdorf
  - Ellenz
  - Poltersdorf
  - Dehren's Weinhof
- Ernst
- Faid
  - Haus Marienglück
  - Haus Therese
  - Thomashof
  - Waldhof
- Greimersburg
  - Browels-Mühle
  - Fahrendeierhof
  - Göbels-Mühle
  - Kaus-Höfe
  - Maxmehrmühle
  - Osters-Mühle
  - Schneiders-Mühle
  - Thönnesgens-Mühle
  - Weißmühle
- Klotten
  - Annischerhof
  - Göderthof
  - Kavelocherhof
  - Wildpark
- Lieg
  - Haus Pfennig
- Lütz
  - Lützbachtal (ehemals Gemeinde Burgen)
- Mesenich
- Moselkern
  - Im Eltztal
  - Ringelsteiner-Mühle
  - Ringelsteinhof
  - Tholeisterhof
- Müden (Mosel)
  - Moselwehr
  - Müdenerberg
  - Österhof (ehemals Gemeinde Wierschem)
- Nehren
- Pommern
  - Galgenberg, Bahnwohnung
- Senheim (Mosel)
  - Senhals
  - Senhals, alte Schule
- Treis-Karden
  - Karden
  - Klickerterhof
  - Windhäuser Höfe
  - Treis
  - Auf Allmesch
  - Beurenhof
  - Gotteshäuserhof
  - Grenzhäuserhof
  - Honshäuserhof
  - Lützbach
  - Maria Engelport, Kloster
  - Piesmühle
  - Wildburgmühle
- Valwig
  - Dainzhof
  - Pfalzerhof
  - Valwigerberg
- Wirfus
  - Siedlung Wirfus
  - Villa Margaretha
  - Wirfuserbach
  - Lesche-Hof

## Verbandsgemeinde Kaisersesch
Gemeinden und Gemeindeteile in der Verbandsgemeinde Kaisersesch:
- Binningen
  - Elzerhöfe
  - Mühlenhof
  - Pommernmühle
  - Tüllenhof
- Brachtendorf
- Brieden
- Brohl
  - Eberzmühle
  - Einigsmühle
  - Liesenfeldsmühle
  - Neumühle
  - Sonnenhof
- Dünfus
  - Weiermühle
  - Rosenthaler Hof
- Düngenheim
  - Kinderheim St. Martin
  - Lehnholz
  - Weierthalerhof
- Eppenberg
  - Jagdhaus Eppenberg
  - Zungerhof
- Eulgem
  - Eulgemermühle
- Forst (Eifel)
  - Birkenhof
  - Molzig
  - Pfaffenhausen
  - Pfaffenhausener Mühle
  - Kapellenhof
- Gamlen
- Hambuch
  - Hambuchermühle
  - Suhrhof
- Hauroth
  - Sonnenhof
  - Tannenhof
  - Wiesenhof
- Illerich
  - Michelshof
  - Rosenhof
  - Waldhof
- Kaifenheim
  - Kaifenheimermühle
- Kail
  - Birkenhof
- Kaisersesch, Stadt
  - Am Bieselbach
  - Friedrichsmühle
  - Neumühle, Dunkelsmühle
  - Schöne Aussicht
  - Zellersbuch
- Kalenborn
- Landkern
  - Altes Forsthaus
  - Dreifaltigkeitshof
  - Esperhof
  - Jagdhaus Jettchen
  - Jorscheid
  - Neuhof
  - Schäferhof
  - Schöne Aussicht
  - Siedlung am Meilenstein
- Laubach
- Masburg
  - Breitenbruch
  - Haus Constantia
  - Masurenhof
  - Mühlenhof
  - Pflanzenhof Krohn
  - Präfekturhof
  - Schnellsmühle
  - Schöne Aussicht, Gaststätte
  - Birkenhof
  - Lindenhof
- Möntenich
  - Lochheck
  - Weilerhof
- Müllenbach
- Roes
  - Burg Pyrmont
  - Mohrhof
  - Neuhof
  - Pyrmonterhöfe
  - Pyrmonter Mühle
  - Rösermühle
  - Schloßhof
  - Schwanenkirche
- Urmersbach
  - Obermühle
  - Schuwerackerhof
- Zettingen
- Leienkaul
  - Kloster Maria Martental
  - Martentalerhof
  - Sesterbach
  - Weierhof

## Verbandsgemeinde Ulmen
Gemeinden und Gemeindeteile in der Verbandsgemeinde Ulmen:
- Alflen
  - Peterskaul
- Auderath
  - Waldfrieden
  - Wilhelmshöhe
- Beuren
  - Beurenermühle
  - Peltzerhaus
- Büchel
  - Bücheler Mühle
  - Haykreuzerhof
- Filz
- Gevenich
  - Molkerei
- Gillenbeuren
  - Berghof
  - Birkenhof
- Kliding
- Lutzerath
  - Driesch
  - Jagdhaus Flöder
  - Lutzerath
  - Altmühle
  - Neumühle
  - Waldhaus
  - Waldhof
- Schmitt
  - Schmitter Mühle
- Ulmen, Stadt
  - Auderather Mühle
  - Forsthaus Hochpochten
  - Furth
  - Meiserich (Ortsbezirk)
  - Meiserichermühle
  - Vorpochten
- Urschmitt
  - Forsthaus Sommet
- Wagenhausen
- Weiler
- Wollmerath
  - Birkenhof
  - Gillenbeurenermühle
  - Wollmerathermühle
- Bad Bertrich
  - Bad Bertrich
  - Marienhöhe (ehemals Gemeinde Hontheim)
  - Sonnenhof
  - Kennfus (Ortsbezirk)
  - Lucienhof

## Verbandsgemeinde Zell (Mosel)
Gemeinden und Gemeindeteile in der Verbandsgemeinde Zell (Mosel):
- Alf
  - Burg Arras
  - Fabrik
  - Höllenthal
- Altlay
  - Bleesmühle, Henns-Mühle
  - Engersmühle
  - Kaspersmühle, Feilzers-Mühle
- Altstrimmig
  - Birkwiese
  - Pulgersmühle
- Blankenrath
  - Sonnenhof
  - Südhof
- Briedel
  - Briedeler Heck
  - Bummkopf
  - Grube Gute Hoffnung
  - Haus Lichthell
  - Hohestein
  - Maiermund
  - Margaretenhof
- Bullay
  - Onkel Tom's Hütte
- Forst (Hunsrück)
- Grenderich
  - Vogthof
  - Zirweshof
- Haserich
- Hesweiler
- Liesenich
  - Altenwegsmühle
- Mittelstrimmig
  - Hanosiusmühle
  - Weißmühle
  - Zur Buche
  - Raimundshof
- Moritzheim
- Neef
- Panzweiler
  - Gassenhof
  - Lager
- Peterswald-Löffelscheid
  - Löffelscheid
  - Brühlhof
  - Peterswald
- Pünderich
  - Wohnplatz Im Zinselt
  - Waldfrieden
  - Auf der Buche
- Reidenhausen
- Sankt Aldegund
- Schauren
  - Petryhof
- Sosberg
- Tellig
- Walhausen
- Zell (Mosel), Stadt
  - Kaimt
  - Barl
  - Eckzeilerhof
  - Franksmühle
  - Haus Nonnenkehr
  - Marienburg, Gaststätte
  - Wäscherei
  - Merl
  - Adlerhof
  - Thiesenmühle
  - Weinhof Sankt Stephanus
  - Zell
  - Barzenmühle
  - Forsthaus Irlenborn
  - Hähnchen
  - Siedlung Althaus
  - Weidenhell
  - Wendlingsmühle